# Valle-di-Campoloro
Valle-di-Campoloro é uma comuna francesa na região administrativa de Córsega, no departamento da Alta Córsega. Estende-se por uma área de 5,6 km². 